# Stracchino
Le stracchino, aussi appelé crescenza, est un fromage au lait de vache, typique de la Lombardie, du Piémont, de la Vénétie et de la Ligurie.
Il se consomme très peu affiné, n'a pas de croûte et une texture crémeuse. Il est traditionnellement de forme carrée.